# María Jesús Aramburu
María Jesús Aramburu del Río (ur. 28 października 1951 w Sewilli) – hiszpańska polityk, nauczycielka, samorządowiec i działaczka feministyczna, od 1994 do 1996 eurodeputowana IV kadencji, od 1996 do 2000 deputowana do Kongresu Deputowanych.

## Życiorys
Ukończyła studia licencjackie z filologii hiszpańskiej na Uniwersytecie w Sewilli, a także studia doktoranckie i podyplomowe związane z filologią współczesną oraz feminizmem i jego programem politycznym. Działała jako feministka, m.in. badając matematyczne i biologiczne konsekwencje wprowadzenia parytetów. Od 1986 pracowała jako nauczycielka języka angielskiego w szkole średniej w Sewilli.
Działała w Komunistycznej Partia Hiszpanii i należała do jej centralnych władz, a po jej przekształceniu w Zjednoczoną Lewicę przeszła do tej partii. Zasiadła w jej radzie federalnej i regionalnej (andaluzyjskiej), a także w sądzie partyjnym; została w niej instruktorką formacji teoretycznej. W 1993 uzyskała mandat deputowanej parlamentu Andaluzji w miejsce wybranego do Kongresu Deputowanych Felipe Alcaraza. Została partyjnym rzecznikiem ds. edukacji i kobiet w tym organie oraz doradcą w lokalnym oddziale Radiotelevisión Española.
W 1994 zdobyła fotel deputowanej do Parlamentu Europejskiego z listy koalicji Zjednoczona Lewica–Convocatoria por Andalucia. Przystąpiła do Grupy Zjednoczonej Lewicy Europejskiej, a po jej przekształceniu w 1995 do frakcji Zjednoczona Lewica Europejska – Nordycka Zielona Lewica. Zasiadła w Komisji ds. Praw Kobiet, Komisji ds. Kultury, Młodzieży, Edukacji i Środków masowego przekazu. 26 marca 1996 zrezygnowała z funkcji europosłanki i wystartowała w wyborach krajowych, skutecznie ubiegając się o mandat w okręgu Sewilla. Od 1998 do 2000 była partyjną rzeczniczką w komisji ds. edukacji i kobiet. W 2000 zakończyła pełnienie funkcji i powróciła do pracy w szkole, zostając w niej koordynatorką projektów dotyczących równouprawnienia kobiet i mężczyzn oraz różnorodności.